# Clovia scutellata
Clovia scutellata är en insektsart som beskrevs av Victor Lallemand 1940. Clovia scutellata ingår i släktet Clovia och familjen spottstritar. Inga underarter finns listade i Catalogue of Life.